# František Skácelík
František Skácelík (25. listopadu 1873 Přerov – 26. prosince 1944 Praha) byl moravský lékař, úředník, spisovatel a novinář.

## Život
Narodil se v rodině lékaře, starosty a zemského poslance Františka Skácelíka (1844–1926) a Marie Skácelíkové-Šulcové. Měl pět sourozenců: Marii (1875), Annu (1877–1936), Aloisii (1879), Arnošta (1881) a Josefa (1882). 29. ledna 1931 se oženil se s Marií Ročkovou, se kterou měl dceru Evu.
Absolvoval gymnázium v Přerově (1892), v letech 1892–1897 studoval na Lékařské fakultě Vídeňské univerzity, studium ukončil na Lékařské fakultě Univerzity Karlovy (1901). Soustavně se věnoval i studiu estetiky, literatury a výtvarného umění.
Jako lékař působil v letech 1901–1918 na mnoha místech: v Praze, Bystřici pod Hostýnem, Ledči nad Sázavou, Rokycanech, ve Štýrském Hradci. Za války v Českém Krumlově, Bjelině, Pardubicích, Havlíčkově Brodě, Náchodě a Broumově.  
Roku 1919 se stal v Užhorodě náčelníkem veřejného zdravotnictví na Podkarpatské Rusi, po návratu do Čech (1920) zastával vysoké funkce na Ministerstvu zdravotnictví.
Byl prozaikem, usilujícím o proniknutí do psychiky dětí a mimořádných jedinců, zvláště umělců. Psal romány o literárních osobnostech, byl též básníkem a literárním kritikem.
Zabýval se i osvětovou činností, přednášel, hrál divadlo, účastnil se života studentského spolku Slavia. Působil v literárním odboru Moravsko-slezské besedy v Praze (1987). Byl v představenstvu nakladatelství Družstevní práce (1922), místopředseda Kruhu českých spisovatelů (1926–1932), člen výboru literárního odboru Umělecké besedy (1927–1929) a v letech 1932–1936 předseda Umělecké besedy. Byl členem předsednictva Konfederace duševních pracovníků, předsedou Napoleonské společnosti, v letech 1934–1944 členem Moravského kola spisovatelů.
Redigoval Lumír, Samostatnost, Humoristické listy, Raracha. Od počátku 90. let přispíval prózou, verši, fejetony a referáty literárními, divadelními i výtvarnými do deníků a časopisů Niva, Radikální listy, Časopis pokrokového studentstva, Pozor, Čas, Volné směry, Národní listy, Národní politika, Lidové noviny, Fronta, Šibeničky, Kolo, Neděle aj.
Používal pseudonymy: F. Skalný, A. Marek, Artuš Dago, Fr. Marek. V Praze XI Žižkov bydlel na adrese Dvořákova 12.

## Dílo

### Básně
- Českoslovenští básníci skautům – Jiří Wolker, Viktor Dyk, Antonín Sova, Eliška Krásnohorská, Jan Čarek, Jan Opolský, Růžena Jesenská, František Skácelík, Josef Šimánek, Peter Kompiš Rudo Brtáň & František Procházka, Praha: Svaz junáků-skautů RČS, 1931
- Trosky – Praha: Alois Lapáček, 1932
- Veršotepecké skládání k šedesátce přítele šéfa JUDr. Richarda Bébra: 2. dubna 1936 – Praha: s. n., 1936
- První a poslední zpěv pensistské Iliady příteli Antonínu Veselému k pensionování extra složené: 6. února 1937 – Praha: s. n., 1937

### Próza
- Mlhy: román – 1895[6]
- František Vahalík – 1901[5]
- Památce Františka Vahalíka – Praha: Časopis pokrokového studentstva, 1910
- Sebevraždy milenců: nokturna – Praha: A. Lapáček, 1910
- Povídky o dětech – Praha: František Topič, 1917
- Převrat – 1918[5]
- Povídky o umělcích – Praha: Umělecká beseda, 1928
- V zajetí zamilovaných: z pařížského zápisníku Erazima Pozděny – ilustroval J. Wünsche. Praha: Josef Richard Vilímek, 1931
- Pohádka o filutovi: pro děti – 1931[7]
- Třasky – 1932[5]
- Přerov: bibliofilie – Přerov: J. Bejr, 1936
- Venkovský lékař: román s autobiografickými rysy – Praha: Vyšehrad, 1937
- Architekt Malota: román o F. X. Šaldovi a R. Svobodové – frontispice je detail kresby Václava Maška; na obálce použito kresby Jana Preisslera. Praha: Vyšehrad, 1938
- Oprášené listy: fejetony z Podkarpatské Rusi: výbor článků z Národních listů, Národní politiky, Lidových novin, Samostatnosti, Fronty – na obálce dřevoryt Františka Koblihy. Praha: nákladem vlastním, 1938
- Lovci zlatých much: pro děti – obrázky kreslil Josef Lada. Praha: Vyšehrad, 1940
- Opustíš-li mne ...: román o V. Dykovi – Praha: Katolický literární klub, 1940
- Pod věchýtkem slávy: satira na literární salony – Praha: Josef Richard Vilímek, 1940
- Básník Jan Opolský v zrcadle vzpomínek – 1942
- Ještě jeden pohled za básníkem J. Opolským – 1942
- Biskup Dr. Podlaha a F. X. Šalda – 1942
- O staropražských lékárnách – 1942
- Opuštěný drobnohled [Antonín Štolc] – 1942
- Ze vzpomínek na universitního prof. dr. Jaroslava Hlavu – 1944
- Vzpomínka na slavného barytonistu [Leopolda Stropnického] –1943
- Druhá tvář Josefa Floriana – 1944
- Selský buditel [Jan Krouský z Katusic] – 1944
- Vzpomínka na sochaře [Jaroslava Skálu] – 1944
- Hřebeček: podivuhodné příběhy koně – ilustroval Emil Kotrba. Praha: Vyšehrad, 1947
- Krásná setkání – Praha: Vyšehrad, 1970

### Divadelní hry
- Na cestách z okovů: divadelní hra z persekučního roku 1894 o 4 obrazech – Praha: Samostatnost, 1937
- Jih proti Severu: hra z americké občanské války ve 3 jednáních – dle americké předlohy. Praha: Thalia,

### Jiné
- Katalog výstavy v Užhorodě – úvod F. Skácelík. Praha: Umělecká beseda, 1920
- Osm přednášek o Podkarpatské Rusi: Viktor Dvorský, Josef Křepinský, Karel Kadlec, Jan Semerád, Dimitrij Nikolajevič Vergun, Bohumil Sládek, František Skácelík [Podkarpatská Rus ve světle zdravotnické statistiky], Antonín Hajn. Praha: České učení politické, 1925
- Almanach II. radiologického sjezdu pořádaného Čsl. společností pro röntgenologii a radiologii pod protektorátem prof. Dr. F. Spiny ... ve dnech 9.–11. května 1931 ve státních lázních v Jáchymově – redakční kruh Antonín Ostrčil, František Vladimír Novák, Mil. Čermák, František Skácelík, Miloslav Matoušek. Praha: Ministerstvo veřejného zdravotnictví a tělesné výchovy, 1932
- Sedmdesát let Umělecké besedy 1863–1933 – uspořádal s redakční radou. Praha: Umělecká beseda, 1933